# Il castello di carte
Il castello di carte (House of Cards) è un film del 1968 diretto da John Guillermin.

## Trama
Reno Davis (George Peppard) è un pugile professionista che, però, cerca di vivere scrivendo, ma, non riuscendo a guadagnare granché, accetta di fare da tutore ad un bambino di otto anni. Leschenhault (Orson Welles), invece, è un criminale antidemocratico e razzista che vuole conquistare almeno la Francia e le sue ex colonie, ma Reno Davis lo contrasterà. La vicenda si svolge tra Parigi e Roma. Suggestiva la scena conclusiva ambientata nel Colosseo. Nel cast anche Ave Ninchi, Renzo Palmer e Francesco Mulè.